# Besse-sur-Issole
Besse-sur-Issole település Franciaországban, Var megyében. Lakosainak száma 3123 fő (2022. január 1.). Besse-sur-Issole Flassans-sur-Issole, Camps-la-Source, Carnoules, Pignans, Puget-Ville és Sainte-Anastasie-sur-Issole községekkel határos.

## Népesség
A település népességének változása:
| Lakosok száma | 3048 | 3049 | 3094 | 3039 | 3035 | 3038 | 3066 | 3095 | 3123 |
|               | 2013 | 2015 | 2016 | 2017 | 2018 | 2019 | 2020 | 2021 | 2022 |